# César Zumeta
César Zumeta (Caracas, Venezuela; 19 de marzo de 1863 — París, Francia, 28 de agosto de 1955) fue un intelectual, periodista, escritor y político venezolano. Jugó un papel destacado en el Gobierno de Juan Vicente Gómez. En el ámbito de la literatura es considerado uno de los autores venezolanos más influyentes y que impulsan el positivismo, modernismo y cosmopolitismo en Venezuela a fines del siglo XIX.

## Biografía
César Zumeta fue un hijo no reconocido del expresidente venezolano Antonio Guzmán Blanco y de Tomasa Zumeta de Foxerost. Sin embargo, a pesar de no ser reconocido oficialmente como su hijo, el propio Guzmán le brindó apoyo al joven Zumeta y a su madre. No obstante, más adelante Zumeta se convertiría en adversario de su padre biológico.
Zumeta comienza a estudiar Derecho, interesándose por el positivismo. En 1883 abandona los estudios al ser expulsado de Venezuela por militar en contra del Gobierno de Antonio Guzmán Blanco. Su postura queda en evidencia en diversos escritos que publica en el periódico El Anunciador.
Al año siguiente regresa a su país, pero es expulsado nuevamente al proclamar su oposición al Gobierno de Joaquín Crespo, y se exilia en Nueva York, Estados Unidos. En Nueva York trabaja como periodista entre 1884 hasta 1889 publicando en la revista La América, y entabla contacto con Juan Antonio Pérez Bonalde y José Martí.

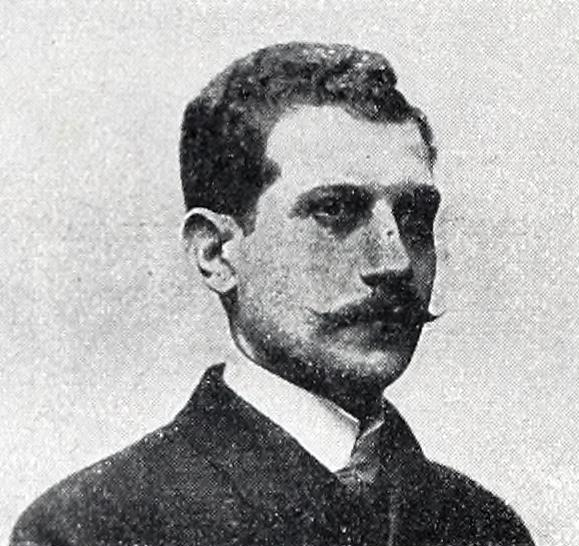
César Zumeta como uno de los delegados oficiales del Congreso Social y Económico Hispano Americano de 1900.

En 1890 regresa nuevamente a Venezuela, y dirige el periódico El Pueblo, y posteriormente es director de El Universal. Por su postura editorial se enfrenta al Gobierno del presidente Joaquín Crespo, y una vez más emprende el camino del exilio hacia Estados Unidos. Por estos años escribe El continente enfermo (1899) y La ley del cabestro (1902) obras por las que gana una especial notoriedad. En 1901, de regreso en Venezuela es nombrado senador. En 1902, Cipriano Castro lo designa embajador en el Reino Unido, para intentar contrarrestar el efecto del bloqueo que imponen diversos países sobre Venezuela; sin embargo, pronto manifiesta su desacuerdo con el Gobierno de Castro y deja el mismo.
En 1908, emprende el regreso a Venezuela ejerciendo diversos roles en el Gobierno de Gómez, siendo director de Política del Ministerio de Relaciones Interiores. Entre 1915 y 1932, desempeña diversos cargos diplomáticos en el exterior. Zumeta no solo ocupa cargos públicos durante el Gobierno de Gómez, sino que juega un papel destacado intentando justificar la dictadura bajo el lema de «Orden y progreso». En 1932 ingresa en a Academia Nacional de la Historia. Falleció en París, Francia, en 1955. Sus restos serían repatriados por el presidente Marcos Pérez Jiménez.

## Obras
- Bolívar en San Pedro (1883)
- Primeras páginas (1892)
- La ley del cabestro (1902)
- El continente enfermo (1899)
- Escrituras y lecturas (1899)
- Tiempo de América y Europa (1889-1916)
- Las potencias y la intervención en Hispanoamérica (1889-1908).
- Elogio del doctor Cristóbal Mendoza (1913)
- Digitus Dei